# 九台龍屬
九台龍屬（學名：Jiutaisaurus）是蜥腳下目真蜥腳類恐龍的一屬，化石被發現於中國的泉頭組，生存於白堊紀。
模式種西地九台龍（J. xidiensis）是在2006年根據18節脊椎而敘述、命名的。

## 外部連結
- http://dml.cmnh.org/2006May/msg00341.html（页面存档备份，存于）